# The Gift (serie de televisión)
The Gift —título original en turco: Atiye— es una serie de televisión turca original de Netflix coproducida con OG Medya, perteneciente a los géneros de drama y misterio. Se estrenó el 27 de diciembre de 2019. Es la segunda serie web original de Netflix Turquía tras El Protector.
La historia está basada en la novela Dünyanın Uyanışı de la escritora turca Şengül Boybaş, y está protagonizada por Beren Saat en el papel de Atiye. Está conformada por tres temporadas de ocho episodios cada una.

## Sinopsis
Atiye (Beren Saat) es una joven pintora que lleva una vida perfecta en Estambul; tiene una familia amorosa, un novio adinerado y adorable, y está muy cerca de abrir su primera exposición, pero su vida cambia después de un descubrimiento realizado en Göbekli Tepe, el templo más antiguo del mundo. El arqueólogo Erhan (Mehmet Günsür) descubre un símbolo que revela la relación mística entre el templo y la joven. Atiye cambiará su vida y realizará una búsqueda para descubrir los secretos de su pasado que se encuentran ocultos en aquellas ruinas. A medida que se desarrolla el misterio, los eventos que enfrenta Atiye hacen que se cuestione el pasado y el futuro, todo entre lo real y lo espiritual.

## Reparto[6]
- Beren Saat - Atiye
- Mehmet Günsür - Erhan
- Metin Akdülger - Ozan
- Melisa Şenolsun - Cansu
- Basak Koklukaya - Serap
- Civan Canova - Mustafa
- Tim Seyfi - Serdar
- Meral Çetinkaya - Zühre
- Cezmi Baskın - Öner
- Fatih Al - Nazım
- Hazal Türesan - Hannah
- Sibel Melek - Seher
- Melisa Akman - Anima